# Dust 514
Dust 514 (oficialmente capitalizado DUST 514) fue un videojuego MMO/FPS fijado en el universo de EVE Online, desarrollado por CCP Games. Fue anunciado el 18 de agosto de 2009 en la Game Developers Conference en Colonia, Alemania y fue introducido con un corto tráiler con imágenes del juego. Este juego fue el primer juego desarrollado por CCP desde EVE Online, y fue desarrollado por estudios CCP Shanghai.
El juego presentaba a usuarios batallando en los planetas del universo de Eve Online. De acuerdo con un avance por Edge, los eventos que pasaran en este juego afectarían en el universo de Eve Online.  Las batallas en este juego también podrían determinar quien controlaría varios planetas en el universo de Eve, y los usuarios en Dust 514 podrían interactuar con los usuarios del universo de EVE como por ejemplo, suministrando asistencia mercenaria. En una entrevista por Simon Carless de Gamasutra, Peturrson dijo que espera que "estas comunidades [Eve Online y Dust 514] se fundirán con el tiempo",  acercando así a los dos juegos. También quiso establecer una relación entre la naturaleza de Eve Online orientada al vuelo y la naturaleza de Dust 514 orientada a la infantería, diciendo "mientras la flota hacen los vuelos, la infantería hace la muerte".
Un avance de PC World afirmó que la trama detrás del juego lidiaría con soldados clonados, y que algunos de estos elementos de la trama serían explicados en la próxima novela de Eve Online.
El 10 de marzo de 2010 CCP Games y Epic Games China llegaron a un acuerdo para licenciar el motor gráfico Unreal Engine 3.
Finalmente fue lanzado el 22 de enero de 2013 bajo una beta revisada y actualizada cada miércoles de 11:00 a 11:30
El juego permitía al usuario crear y usar 3 personajes de diferentes razas del universo dust, al crear su primer mercenario el jugador obtenía 4 tipos de traje que son: médico(inicial), francotirador, vanguardia y modelo ligero de traje.Los montajes permitían al jugador entrar a cualquier batalla disponible (se necesita al menos un montaje de traje válido para entrar
a la batalla), los montajes se manejaban por sus características ya que cada uno tenía diferente función, se podían montar distintas armas en un traje , generalmente se montaban dos armas ligeras y una granada, aunque algunos permitían montar un arma pesada, un arma ligera y cualquier tipo de granada(siempre y cuando se tuvieran las habilidades necesarias)
El juego empleaba como unidad monetaria el ISK que el jugador obtenía participando activamente en cualquier batalla, con ella el jugador podía comprar artículos en el mercado, intercambiar o donar ISK con otros usuarios o usarlos para desbloquear nuevas habilidades.
Además de la integración de la trama con la novela de EVE Online y la prometedora fusión de las comunidades de EVE Online y Dust 514, el juego también se destacó por su impresionante motor gráfico Unreal Engine 3, que ofrecía una experiencia visualmente impresionante y una jugabilidad fluida. La colaboración entre CCP Games y Epic Games China en el uso de esta tecnología fue un paso significativo en el desarrollo del juego.
CCP informó de manera oficial el cierre del servidor el 30 de mayo del 2016.